# Vergrijzing

Verwachte vergrijzing in Nederland in 2025.
Percentage bejaarden in de totale bevolking (Bron: CBS)
18 - 20%
20 - 22%
22 - 24%
24% of meer.

Vergrijzing is een bepaalde verandering in de bevolkingssamenstelling van een regio of land. De term, afkomstig uit de demografie, verwijst naar het stijgende aandeel van het aantal ouderen in de bevolking, waardoor de gemiddelde leeftijd van de bevolking toeneemt. Vergrijzing wordt grafisch zichtbaar gemaakt in de bevolkingspiramide. Het fenomeen doet zich voor als het geboortecijfer dermate laag is, dat de autochtone bevolking veroudert en vervolgens in aantal afneemt (denataliteit). Als denataliteit niet wordt gecompenseerd door (im)migratie, treedt er een bevolkingsdaling op. In Nederland zullen in de nabije toekomst steeds meer regio’s en gemeenten te maken krijgen met teruglopende aantallen inwoners en huishoudens. In sommige regio’s, zoals Zuid-Limburg, is dit nu al het geval.
Niet alleen westerse landen hebben te maken met dit proces. In Japan zal de verandering van de bevolkingssamenstelling zelfs sterker zijn dan in de meeste andere landen. In China hebben bevolkingspolitiek, voorkeur voor jongens en abortus gezorgd voor een mannenoverschot. De meeste ontwikkelingslanden zullen met het verschijnsel te maken krijgen, volgens projecties van de VN.
De term verwijst naar grijs, de kleur die als symbool van ouderdom wordt gezien wegens de associatie met grijze haren.

## Oorzaken
Vergrijzing in de westerse landen wordt veroorzaakt door een combinatie van factoren. In de eerste plaats kenden veel westerse landen vlak na de Tweede Wereldoorlog een geboortegolf. In de jaren zestig en zeventig van de twintigste eeuw daalde het geboortecijfer weer sterk (ontgroening), door toegenomen gebruik van anticonceptiemiddelen. Hierdoor stijgt het aandeel van de ouderen in het inwonertal momenteel (2006) sterk. Dit effect is grotendeels tijdelijk: rond 2030 zullen de meeste babyboomers overleden zijn. De bevolkingsomvang kan dan echter nog wel dalen (minder ouderen én minder jongeren).
Een andere, meer structurele, oorzaak van de vergrijzing is de stijging in de levensverwachting, als gevolg van verbeteringen in volksgezondheid, geneeskunde en voeding. De gemiddelde levensduur van een man steeg tussen 1950 en 2018 van 70,3 naar 80 jaar, die van vrouwen  nam in dezelfde periode toe van 72,6 naar 83,3 jaar. De verwachting is dat deze stijging ook in de toekomst doorzet.

Bevolking Nederland 1950-2019 verdeeld in leeftijd en geslacht (bron:CBS)

Daarnaast bestaan er binnen een land grote verschillen, zoals blijkt uit onderstaande bevolkingspiramides. Steden trekken jongeren aan voor studie of werk. Universiteitssteden zijn dan ook niet of nauwelijks vergrijsd, met jongerenaandelen van 25% of meer. Jonge stellen met kinderen vestigen zich in gerenoveerde stadscentra, buitenwijken en slaapsteden waardoor deze ook minder vergrijsd zijn. Gepensioneerde ouderen geven de voorkeur aan landelijke gemeentes met natuur en rust. Bovendien is er ook een grote groep ouderen die hun hele leven in deze streken hebben gewoond en achterblijven, terwijl de jongeren naar de steden trekken. Hierdoor is de vergrijzing het sterkst in landelijke gebieden als Drenthe, Zuid-Limburg, het Gooi en de Veluwezoom. 

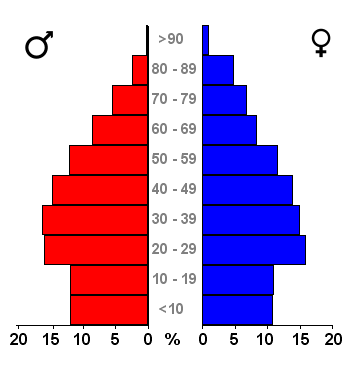
Bevolkingspiramide van Rotterdam, een begin van vergrijzing

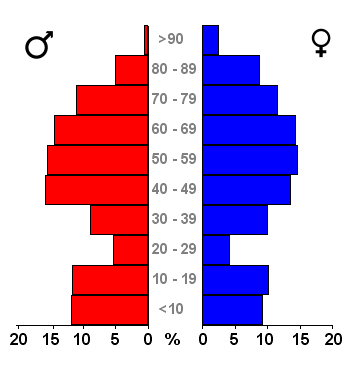
Bevolkingspiramide van Laren, een van de meest vergrijsde gemeentes in Nederland. Opvallend is de 'deuk' in de leeftijdsklasse 20-29; dit wordt veroorzaakt door de hoge huizenprijzen die voor starters vaak niet op te brengen zijn.

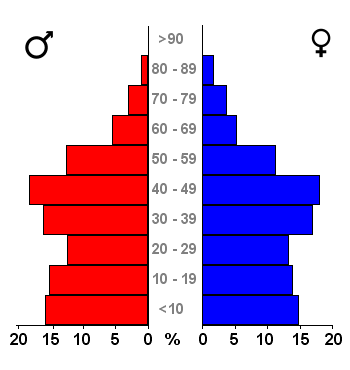
Bevolkingspiramide van Almere, een gemeente waar de vergrijzing (nog) niet heeft toegeslagen en waar veel jonge stellen met kinderen naartoe trekken

## Sociaal-economische effecten

### De demografische fuik
De vergrijzing van de bevolking heeft grote gevolgen, met name op sociaal-economisch gebied. Veel westerse landen kennen een sociaal zekerheidstelsel dat wordt gefinancierd met behulp van een zogenaamd omslagstelsel, waarbij in elk jaar de werkenden de uitkeringen van de inactieven betalen. Dat geldt in het bijzonder voor de eerste pijler pensioenregelingen (zie pensioen). In Nederland wordt onder meer de AOW op deze wijze gefinancierd. Wanneer het aantal ouderen in een omslagstelsel toeneemt (en daarmee het aantal mensen dat een pensioenuitkering ontvangt), zullen de inkomsten uit belastingen moeten stijgen om de welvaartsvastheid van de pensioenuitkeringen te garanderen. Dit zal echter steeds moeilijker zijn wanneer de werkende generatie relatief of zelfs absoluut krimpt. De vergrijzing zal bovendien leiden tot een toename van vraag naar bepaalde voorzieningen voor ouderen, zoals bejaardenwoningen, zorg etc. Ook dit leidt tot additionele kosten voor de maatschappij. Tevens zal het lastiger worden de lege plaatsen van vertrekkende vakmensen op te vullen.
Dit verschijnsel zal door de grote kosten de economische groei remmen. Door het weglekken van financiële middelen om de vergrijzingskosten te betalen vermindert de ruimte voor consumptie en hiermee uiteindelijk ook de belastinginkomsten voor de overheid. Deze heeft hierdoor nog minder speelruimte om maatregelen te nemen waardoor de economie nog verder onder druk zal staan. Bovendien zal de zwaarder belaste generatie hierdoor nog minder geneigd zijn om aan kinderen te beginnen, aangezien kinderen duur en de economische vooruitzichten duurzaam somber zijn. Hierdoor zal een nog kleinere generatie worden voortgebracht waardoor de vergrijzing en bevolkingsdaling doorzetten. Dit spiraaleffect wordt aangeduid als de demografische val of demografische fuik.

### Onderzoek
De sociaal-economische gevolgen van de vergrijzing zijn een belangrijk onderwerp in het wetenschappelijk onderzoek. In het kader van de aankomende veroudering van de bevolking stellen zich drie grote beleidsproblemen:
- de manier waarop de lasten van de vergrijzing verdeeld worden tussen generaties en binnen generaties onderling;
- de uitbouw van een betaalbare en hoogstaande zorgvoorziening die voor iedereen toegankelijk is;
- het optimaliseren van de deelname van ouderen aan het economische, sociale, politieke en culturele leven zodat de kennis, ervaring en vaardigheden van de ouderen nuttig ingezet kunnen worden.

Niettegenstaande de sterke uitspraken over de maatschappelijke gevolgen over de vergrijzing in het openbaar debat is er nog geen wetenschappelijke consensus over de aard en de omvang van de gevolgen van de vergrijzing. De belangrijkste determinanten zijn immers beleidsbepaald.
In Nederland en België zijn de afgelopen jaren interdisciplinaire onderzoeksgroepen ontstaan die de impact van de vergrijzing bestuderen. In Nederland wordt onder leiding van Lans Bovenberg onderzoek verricht door Netspar. In België is er het CoViVE Consortium onder leiding van Bea Cantillon.

### Het opvangen van vergrijzing
Vergrijzing kan op verschillende manieren worden onderkend en opgevangen door overheden en pensioenfondsen.
De overheid kan kiezen de uitkeringen enkel aan te passen aan de inflatie (in plaats van een koppeling aan de verandering van de lonen). De overheid kan tevens trachten extra inkomsten te vergaren door de activiteitsgraad te verhogen, de belastingen en sociale lasten te verhogen of door (bovenmodale) pensioeninkomens meer te belasten.
Veelal wordt door overheden (ten dele) omgeschakeld van een omslagpensioenstelsel (de pensioenen worden direct uit de premies van werkenden betaald) naar een kapitaaldekkingsstelsel (premies worden door de fondsen geïnvesteerd en iedere werkende bouwt als investeerder zo een pensioen op). Hoewel een kapitaaldekkingsstelsel ongevoelig is voor demografische ontwikkelingen, hebben schommelingen op de kapitaalmarkt in de periode 2000-2010 een zwak punt blootgelegd, namelijk de gevoeligheid voor fluctuaties in de economie.
Het korten op pensioenen, belasting- en premieverhogingen, of verlenging van de arbeidsduur gelden als impopulaire maatregelen, die in sommige landen leiden tot sociale onrust. Hier komt bij dat financiële versoberingsmaatregelen leiden tot een vermindering van belastinginkomsten bij de overheid, waardoor dit zelfs averechts kan werken. Landen met pensioentekorten en een omslagstelsel, zoals Frankrijk en Italië, zien zich gedwongen de tekorten uit de algemene begroting te financieren. Dit zet de begroting onder druk. Iedere van deze maatregels is ingrijpend, en het gevaar bestaat dat uit angst voor electorale impopulariteit helemaal geen maatregelen worden genomen. 
Verder kan men door middel van subsidies, zoals de kinderbijslag, het krijgen van kinderen aanmoedigen. Met name de kleinere belastingparadijzen als Singapore en Luxemburg, proberen met belastingfaciliteiten, subsidies (bijvoorbeeld een hoge kinderbijslag), en voorzieningen voor kinderen gezinnen met (jonge) kinderen aan te trekken en het krijgen van kinderen aan te moedigen, om zo het probleem enigszins op te kunnen vangen. 
Andere landen proberen hun tekorten op te vangen door immigratie te bevorderen. Dit biedt slechts tijdelijk soelaas, omdat het geboortecijfer bij immigranten zich vrij snel aanpast aan de lokale bevolking, en de immigranten dus eveneens vergrijzen. Dit fenomeen is herkenbaar bij Turkse immigranten in Nederland, wier geboortecijfers anno 2013 vrijwel gelijk is aan die van autochtone Nederlanders.